# Matilda Newport
Matilda Newport (née aux États-Unis vers 1795 et morte à Monrovia en 1837), appelée Matilda Spencer pendant son premier mariage, est une colonisatrice libérienne.

## Biographie
Matilda Newport naît aux États-Unis vers 1795. Elle épouse Thomas Spencer. Quand elle a 25 ans, son mari et elle prennent le bateau Elizabeth en direction du Liberia où ils arrivent le 30 septembre 1820 et s'installent au Cap Mesurado.
Le 1er décembre 1822, elle défend la colonie du Cap Mesurado pendant la bataille de Fort Hill. L'American Colonization Society acquis les terres locales par la diplomatie de la canonnière, forçant les indigènes Dei à l'exil. Les Dei attaquent Bassa et Gola. Pendant une de ces deux attaques, Newport se rend compte que les canonniers sont soit morts, soit blessés, et ne peuvent plus défendre la ville. Elle allume alors un canon grâce à sa pipe. L'explosion arrête les guerriers africains et met fin à la bataille. Spencer meurt autour de cette époque, probablement au cours d'un combat.
Après 1922, elle épouse Ralph Newport. Il meurt d'un accident de canoë en 1836 ; elle meurt de pleurésie à Monrovia en 1837.

## Postérité

### Sous l'hégémonie américano-libérienne
Le rôle de Newport dans la bataille de 1822 n'est d'abord pas très marquant, mais l'histoire orale la fait gagner en importance. Il n'est cependant pas certain que ce rôle n'ait pas été exagéré, voire inventé : aucune source écrite ne mentionne la moindre femme impliquée dans la défense des colonies jusqu'à la première mention de Newport en 1854, plus de vingt ans après les faits.
En 1916, le gouvernement libérien fait du premier décembre un jour férié, le Matilda Newport Day, lors duquel il y a une grande fête, des parades et des reconstitutions historiques. En 1947, un timbre est fait à son effigie. Au Centennial Pavilion de Monrovia, une plaque de bronze la représente avec son canon. Une rue, un monument et un lycée lui sont dédiés à Monrovia.

### Controverse
Dans les années 1960, les critiques du règne américano-libérien gagnent en ampleur et le rôle de Newport n'est plus vu comme un acte d'héroïsme. Après le coup d'État de 1980 au Liberia qui lui donne le pouvoir, Samuel Doe abolit le Matilda Newport Day,.